# 지방도 제322호선
지방도 제322호선은 경기도 안산시 단원구 대부동과 화성시 안녕동을 잇는 경기도의 지방도이다. 송산마도 나들목에서 평택시흥고속도로와 만난다.

## 연혁
- 2005년 3월 28일 : 기존 지방도 제322호선인 '군내 ~ 청산선'을 폐지[1]
- 2005년 3월 28일 : 지방도 제322호선을 새로 지정[2]
- 2008년 1월 11일 : 강원도 구간인 '광덕 ~ 맹대선' 구간이 지방도 제372호선에 편입[3]
- 2013년 12월 27일 : 화성시 봉담읍 수기리 ~ 안녕동 630m 구간 개통[4]
- 2014년 5월 27일 : 분천 ~ 안녕간 도로(화성시 봉담읍 분천리 ~ 수기리) 1.9 km 구간 개통[5]

## 경유지
- 안산시
  - 단원구 대부동 - (미개통 구간)
- 화성시
  - 송산면 (미개통 구간) - 고포리 - 마산초등학교 - 중송리 - 아지미고개 - 사강리 - 송산중학교입구 - 사강 교차로 - 사강시내사거리 - 사강입구 교차로 - 송산마도 나들목 - 삼존리입구
  - 마도면 - 외국인보호소 - 두곡2리입구 - 은장 교차로
  - 남양읍 하라문 교차로 - 샘터 교차로 - 수작이 교차로 - 남양 교차로 - (남양I.C교) - 북양삼거리 - 북양 교차로
  - 비봉면 자안리 - 자안사거리 - 청요사거리 - 화성추모공원 - 청룡초등학교 - 청요교 - 청요리
  - 봉담읍 기천저수지 - 기천교 - 상기 교차로 - 상기리 - 수원여자대학교 해란 캠퍼스 - 자안입구삼거리 - (미개통 구간 : 분천리) - 수기 교차로 - 수기초등학교
  - 화산동 융건릉사거리

## 중복 구간
- 안산시 단원구 대부동 : 지방도 제301호선과 중복
- 화성시 송산면 송산중학교입구 ~ 사강 교차로 : 지방도 제305호선과 중복
- 화성시 남양읍 수작이 교차로 ~ 남양 교차로 : 국도 제77호선과 중복
- 화성시 남양읍 수작이 교차로 ~ (남양I.C교) : 지방도 제313호선과 중복

## 도로명
- 화성시 송산면 고포리 ~ 송산중학교입구 : 송산포도로
- 화성시 송산면 송산중학교입구 ~ 사강 교차로 : 송산로
- 화성시 송산면 사강 교차로 ~ 남양읍 (남양I.C교) : 화성로
- 화성시 남양읍 (남양I.C교) ~ 북양삼거리 : 남양로
- 화성시 남양읍 북양삼거리 ~ 봉담읍 자안입구삼거리 : 주석로